# سرير نهار

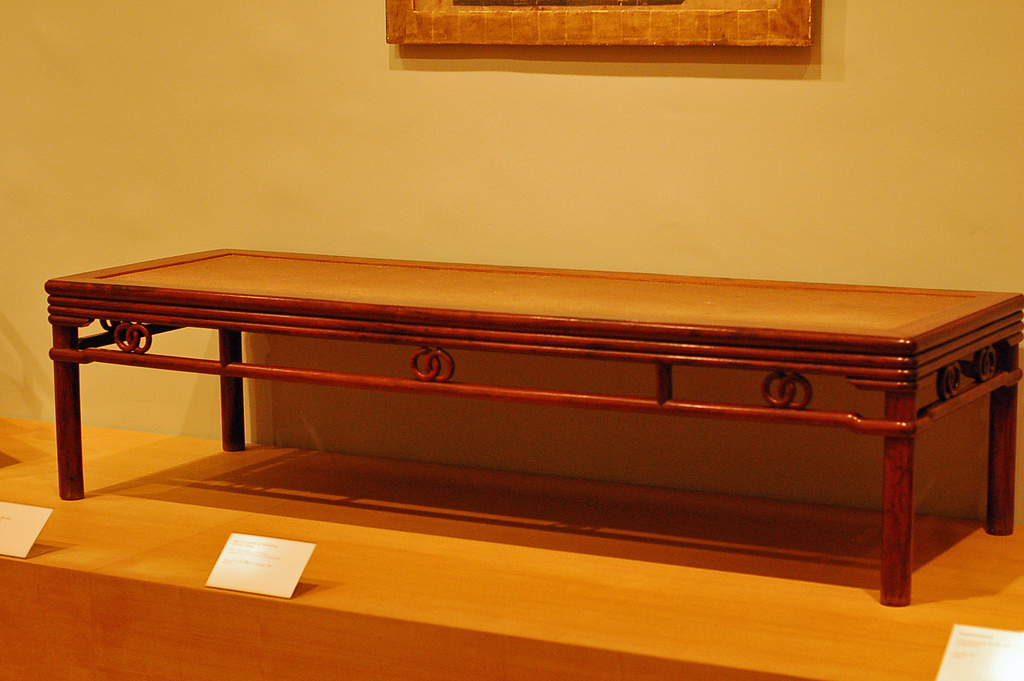
سرير نهاري صيني من عهد أسرة مِنغ

سرير النهار هو سرير للنوم والاستلقاء والاستلقاء في الغرف المشتركة. يمكن عدّخ شكلاً من أشكال الأثاث متعدد الوظائف. يمكن صنع هياكلها من الخشب أو الفلز أو مزيج من الخشب والفلز. هو هجينٌ مضجع وأريكة وسرير.